# Pediastrum boryanum
Pediastrum boryanum ist eine Grünalge aus der Klasse Chlorophyceae. Ihre aus bis zu 128 Zellen bestehenden lückenlosen Kolonien haben die Form eines warzigen Zackenrädchens. Die Zellen sind bis zu 40 Mikrometer groß. Die Randzellen sind sehr variabel und laufen entweder in spitze Läppchen oder knöpfchenartige Fortsätze aus. Die Zellmembran ist punktiert und gewarzt, kann aber auch glatt sein. Die sehr weit verbreitete Art kommt in stehenden Gewässern und Flüssen vor.

## Belege
- Heinz Streble, Dieter Krauter: Das Leben im Wassertropfen. Mikroflora und Mikrofauna des Süßwasser. Ein Bestimmungsbuch. Franckh-Kosmos Verlag, Stuttgart 2008, ISBN 978-3-440-11966-2, S. 170.

## Weiterführende Literatur
- Uwe Hafemeister: Zur Form des Zackenrädchens Pediastrum boryanum. In: Mikrokosmos Bd. 80 (1991), S. 350